# Stéphane Jaffard
Pour les articles homonymes, voir Jaffard.
Stéphane Jaffard (né le 23 mai 1962 à Boulogne-Billancourt) est un mathématicien français spécialisé dans l'analyse harmonique et les fractales. Il est professeur à l'Université de Paris XII (Créteil).

## Biographie
Stéphane Jaffard étudie de 1981 à 1984 à l'École polytechnique, où il obtient son doctorat auprès d'Yves Meyer (avec une thèse intitulée « Construction et propriétés des bases d'ondelettes, remarques sur la contrôlabilité exacte »). En 1989/90, il est à l'Institute for Advanced Study et de 1990 à 1992 à l'École des Ponts ParisTech. En 1992, il obtient son habilitation à l'Université de Paris IX (Dauphine). En 1995, il devient professeur à l'Université  Paris Est Créteil.

## Travaux
Ses principaux travaux concernent l'analyse par ondelettes et l'analyse multifractale, avec des applications  en traitement du signal et en traitement d'images. En 1991, il construit avec Ingrid Daubechies et Jean-Lin Journé les bases de Wilson, dont l'existence avait été conjecturée par le prix Nobel de Physique Kenneth Wilson. Leurs propriétés exceptionnelles pour l'analyse temporelle et fréquentielle des signaux ont été utilisées dans l'algorithme de traitement du signal   qui a permis la découverte des ondes gravitationnelles en 2015.
Il a également étudié et déterminé en 1996 la régularité de Hölder (étude point par point de la régularité) de l'exemple proposé par Riemann de fonction nulle part dérivable, et a montré   que son exposant de régularité ponctuelle est fonction des propriétés d'approximation diophantienne du point, et est partout discontinue. Il a montré plus tard que ce n'est pas une exception mais en quelque sorte le cas générique et se retrouve également dans de nombreux processus stochastiques tels que les processus de Lévy . Étant donné que l'exposant de Hölder ne peut être appliqué qu'à des fonctions  localement bornées et que ce n'est pas le cas pour de nombreux modèles de signaux, les p-exposants  (selon Alberto Calderón et Antoni Zygmund) les remplacent alors et Jaffard a pu caractériser  avec Clothilde Melot  le p-exposant d'une fonction à l'aide de ses coefficients d'ondelettes. Avec  Bruno Martin, il a déterminé les p-exposants de la fonction de Brjuno de Jean-Christophe Yoccoz  (qui n'est nulle part  localement bornée). Cette fonction joue un rôle central dans la théorie des systèmes dynamiques holomorphes.
Le comportement local de l'exposant de Hölder a été relié à son comportement fractal (grâce à la fonction d'échelle, qui décrit la régularité globale de la fonction) par Uriel Frisch et Giorgio Parisi en 1985. La non-linéarité de la fonction d'échelle était une indication de la présence de différents exposants de Hölder dans le signal . Ils ont également introduit le spectre multifractal (formule de Frisch-Parisi), qui relie, grâce à un transformée de Legendre, la dimension fractale des ensembles sur lesquels la fonction a un certain exposant de Hölder à la fonction d'échelle. Ce fut le début de l'analyse multifractale  que Jaffard développa. Il a pu montrer que le spectre multifractal peut souvent être décrit par des fonctions simples, même si le comportement des exposants de Hölder était très compliqué. Il introduit également de nouvelles méthodes de transformation en ondelettes (wavelet leader method) et les applique, par exemple, à la théorie de la turbulence et à l'analyse des tableaux de Vincent van Gogh (attribution à différentes périodes de création, différenciation des faux, avec Patrice Abry, Herwig Wendt).

## Prix et distinctions
Au printemps  2024, il est titulaire d'une chaire Francqui à la VUB (Vrije Universiteit Brussel).
A l'automne 2023, il est titulaire de la Chaire Aisentstadt du CRM (Centre de Recherche Mathématique, Université de Montréal).
En 2021 il a été lauréat du prix Jacques-Louis-Lions décerné par l'Académie des sciences française.
Il a été président de la Société mathématique de France de 2007 à 2010.
De 2000 à 2005, il a été membre junior de l'Institut de France. 

## Publications (sélection)
- avec Yves Meyer, R. Ryan : Wavelets. Tools for science and technology, SIAM 2001
- avec Y. Meyer: Wavelet Methods for Pointwise Regularity and Local Oscillation of Functions, Memoirs of the AMS 123, 1996
- avec Alain Damlamian (éd. ): Wavelet methods in mathematical analysis and engineering, World Scientific 2010
- The spectrum of singularities of Riemann’s function, Revista Mathematica Iberoamericana, Vol.12, 1996, pp.441-460
- avec A. Arneodo, E. Bacry, J.-F. Muzy : Oscillating singularities on Cantor sets: a grand canonical multifractal formalism, Journal of Statistical Physics, Vol. 87, 1997, pp. 179-209
- Multifractal formalism for functions, 2 parties, SIAM J. Math. Analysis, volume 28, 1997, pages 944-970, 971-998
- The multifractal nature of Lévy processes, Probability Theory and Related Fields, Vol.114, 1999, pp.207-227
- avec C. Melot : Wavelet analysis of fractal Boundaries, Part 1 : Local regularity, Communications in Mathematical Physics, Vol.258, 2005, pp.513-539, Part 2 : Multifractal formalism, pp.541-565
- avec J.-M. Aubry : Random wavelet series, Comm. math Phys., volume 227, 2002, pages 483-514
- avec A. Fraysse : How smooth is almost every function in a Sobolev space ?, Revista Matematica Iberoamericana, volume 22, 2006, pages 663-682
- avec Eric Chassande-Mottin, Yves Meyer : Des ondelettes pour détecter les ondes gravitationnelles,. Gazette des Mathématiciens, avril 2016
- avec Benoit Mandelbrot : Peano-Polya motion, when time is intrinsic or binomial (uniform or multifractal), The Mathematical Intelligencer, 1997, n° 4
- avec Yves Meyer, Olivier Rioul : L'analyse par ondelettes, Pour la Science, septembre 1987
- avec P. Abry, H. Wendt : When Van Gogh meets Mandelbrot: Multifractal Classification of Painting’s Texture, Signal Processing, volume 93, 2013, pages 554 à 572.